# Jackie Shane
Cet article possède un paronyme, voir Jackie Chan.
Pour les articles homonymes, voir Shane.
Jackie Shane, née le 15 mai 1940 à Nashville dans le Tennessee et morte le 19 février 2019 dans la même ville, est une chanteuse afro-américaine de musique soul et de R&B. 
Dans les années 1960, elle devient l'une des premières icônes transgenres en mêlant à ses prestations et à sa nouvelle identité de femme la première utilisation du terme gay dans ses chansons.

## Biographie
Originaire de Nashville (Tennessee), Jackie Shane déménage à Montréal en 1960. Elle est invitée par le saxophoniste King Herbert Whitaker à assister au concert du groupe populaire Frank Motley and his Motley Crew à l'Esquire Show Bar. Habillée d'une robe rouge vif, elle attire l'attention du musicien Frank Motley. Le pianiste Curley Bridges l'invite à monter sur scène, où elle interprète des chansons de Ray Charles et de Bobby Blue Bland. En 1961, elle devient la chanteuse principale du groupe et emménage à Toronto.
Bien que pionnière des droits transgenres et malgré de grands succès dans les années 1960, la musique de Jackie Shane reste relativement méconnue à l'extérieur de Toronto.

### Carrière professionnelle
En 1962, Jackie Shane édite un premier deux titres, comprenant une reprise de Money (That's What I Want) du Barrett Strong et le titre I've Really Got the Blues. Elle participe au circuit Chitlin', nom collectif donné aux lieux de performance dans les régions de l'est, du sud et du centre-ouest des États-Unis, qui sont alors dits sûrs et acceptables pour les musiciens afro-américains, à l'époque où persistent encore les violences liées à la ségrégation raciale. Devenue une sensation à Toronto, elle arpente les scènes du Zanzibar, de The Blue Note ou du Club 888. Ses performances électriques et souvent chorégraphiées, lui permettent d'assumer sa féminité, puisque la musicienne n'apparaît plus qu'en femme.
Lors d'une prestation à New York, elle rencontre Henry « Juggy » Murray, propriétaire de Sue Records. Il est alors producteur de The Righteous Brothers, Lee Dorsey, Jimmy McGriff, et Ike and Tina Turner. Elle enregistre pour le label, une reprise du morceau Any Other Way de William Bell, distribué au Canada par Phonodisc en 1963. L'artiste s'autorise un ajustement des paroles en transformant la phrase « Dites-lui que je suis heureux » en « Dites-lui que je suis gay », une manière d'affirmer son identité transgenre et de démocratiser ce terme peu utilisé à cette période. Au printemps 1963, le single reste pendant vingt semaines consécutives à la deuxième place du classement de CHUM radio à Toronto.
Shane continue d'enregistrer des singles pour Sue Records jusqu'à la fin des années 1960, dont les titres In My Tenement, Walking The Dog et Stand Up Straight and Tall. En 1968, l'album Jackie Shane Live, est publié chez Caravan Records, le label de Bob Stone. Elle apparaît comme l'une des seules femmes transgenres noires travaillant dans la musique soul, bien avant que la transidentité ait été identifiée et des années avant la décriminalisation des actes homosexuels au Canada en 1969.
Au début des années 1970, Shane a presque disparu de la scène publique. Après son retour des États-Unis, elle participe brièvement à une tournée organisée par les musiciens Charles Brown, Amos Milburn, et Johnny Jones & The King Casuals. La chanteuse refuse l'offre de George Clinton pour rejoindre le groupe Funkadelic. Victime d'une rumeur de meurtre à Los Angeles en 1998, elle décide de retourner s'installer dans sa ville natale à Nashville.

### Une reconnaissance tardive
En 2010, à la demande de Radio-Canada, Elaine Banks et David Dacks produisent I Got Mine : The Story of Jackie Shane, un documentaire consacré à la musicienne emblématique de la scène musicale canadienne des années 1960. Le film permet de découvrir avec soin l'univers musical de l'artiste dont peu d'enregistrements ont été conservés.
Ses performances à la Sapphire Tavern sont apparues dans la série télévisée documentaire Yonge Street : Toronto Rock & Roll Stories de Bruce McDonald en 2011. Peu à peu, la musique de Shane refait surface jusqu'à la réédition la même année, de son seul album live chez Vintage Music, intitulé à tort Jackie Shane Live' 63. L'album live de 1968 est réédité à nouveau sous le nom de All the Singles plus the concert sur Cookin 'Records, avec la séquence des pistes en direct, mais dans un ordre différent. En 2011, Cookin' Records publie la compilation Soul, Singles, Classics qui présente en plus des principaux singles, des pistes inédites.
En 2014, le court métrage Whatever Happened to Jackie Shane ? réalisé par Sonya Reynolds et Lauren Hortie est sélectionné dans des festivals de films LGBTQ. Les réalisatrices tentent à l'aide de marionnettes animées de briser le mystère qui entoure la vie et l’œuvre de l'artiste.
En 2015, le Comité du prix de la musique Polaris sélectionne Shane sur la liste des artistes nommés dans la catégorie « années 1960-1970 », pour le prix Heritage Award destiner à récompenser les œuvres marquantes de la musique canadienne. C'est l'album Blue de Joni Mitchell édité en 1971 qui remporte finalement cette récompense.
Depuis décembre 2016, sur la rue Yonge, à quelques minutes du village gay de Toronto, une peinture murale comprend un portrait de la chanteuse créée par l'artiste peintre Adrian Hayles. L'œuvre publique de 22 étages est l'un des nombreux symboles d'une curiosité soudaine et puissante pour l'héritage de Shane.
Des enregistrements rares et inédits de l'artiste sont réunis sur Any Other Way, une compilation sorti en octobre 2017 par la maison de disques Numero Group. Le projet comprend des enregistrements de ses sessions live en 1971 à la Sapphire Tavern, dont trois pistes inédites. Un article lui est consacré la même année dans l'anthologie Any Other Way : How Toronto Got Queer, publié chez Coach House Books.

### Mort
Jackie Shane meurt le 19 février 2019 à Nashville à l'âge de 78 ans,.

## Discographie

### Singles
- 1962 : Money (That's What I Want) b/w I've Really Got the Blues, Sue Records
- 1962 : Have You Ever Had the Blues ? b/w Money (That's What I Want), Stop
- 1962 : Any Other Way b/w Sticks and Stones, Sue Records
- 1963 : In My Tenement b/w Comin' Down, Sue Records
- 1965 : Slave For You Baby b/w Chickadee
- 1967 : Stand Up Straight and Tall b/w You Are My Sunshine, Modern
- 1969 : Cruel Cruel World b/w New Way of Lovin', Paragon

### Albums
- 1967 : Jackie Shane Live, Caravan Records
- 2000 : Honkin' at Midnight avec Frank Motley and his Motley Crew
- 2005 : Live at the Sapphire Tavern, R&R Records
- 2011 : Live at the Sapphire Tavern réédition, Cookin' Records
- 2011 : Soul Singles Classics, Cookin' Records
- 2015 : Jackie Shane Live, Vintage Music

### Compilations
- 1965 : The Original Blues Sound of Charles Brown & Amos Milburn with Jackie Shane-Bob Marshall & The Crystals, Pickwick International
- 2017 : Any Other Way, Numero Group

## Hommages
Shane est le sujet du film documentaire canadien de 2024 Any Other Way: The Jackie Shane Story, nommé meilleur long métrage documentaire canadien au Festival international canadien du documentaire Hot Docs,.